# Clementine (veicolo spaziale)

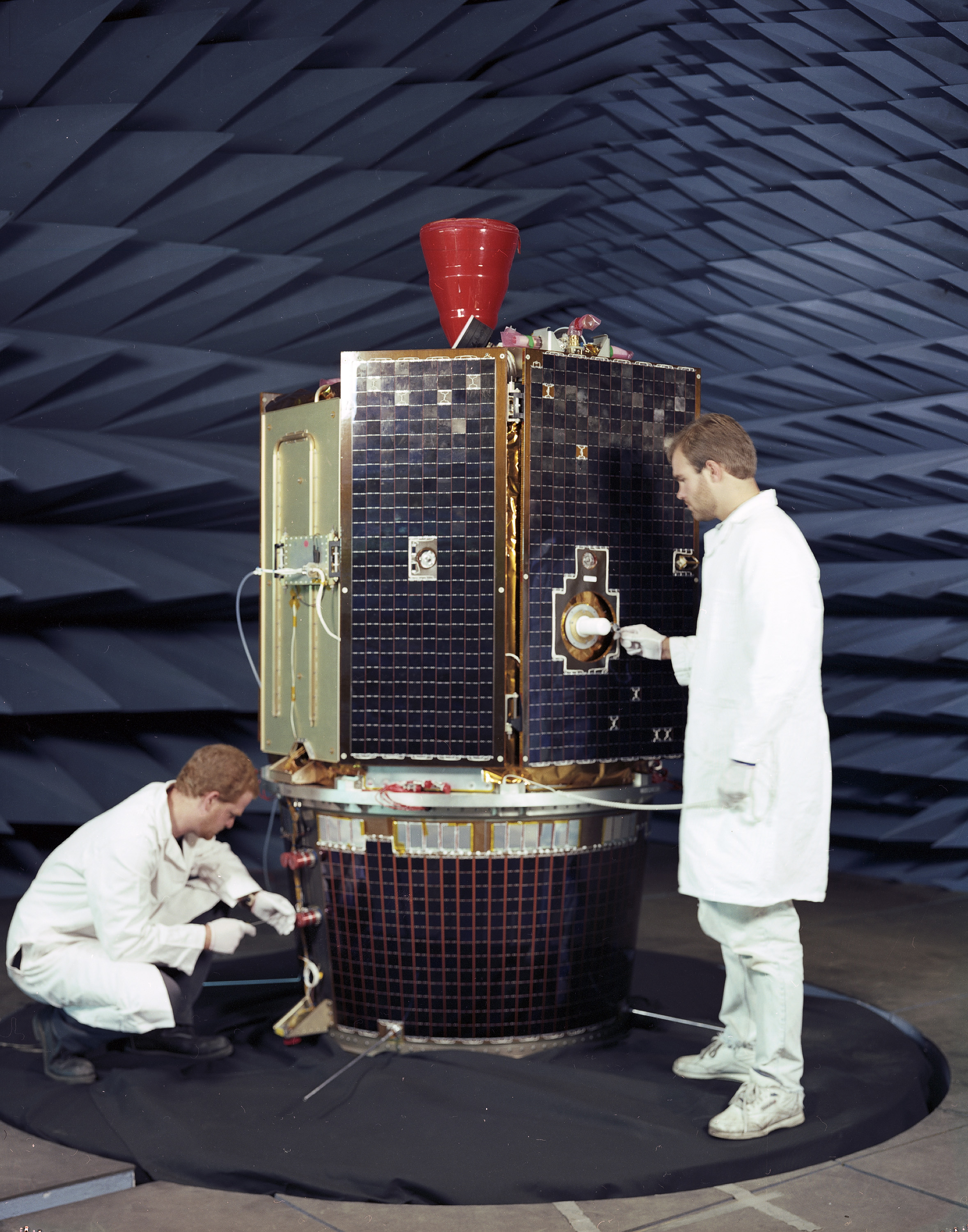
Il veicolo spaziale Clementine prima del lancio

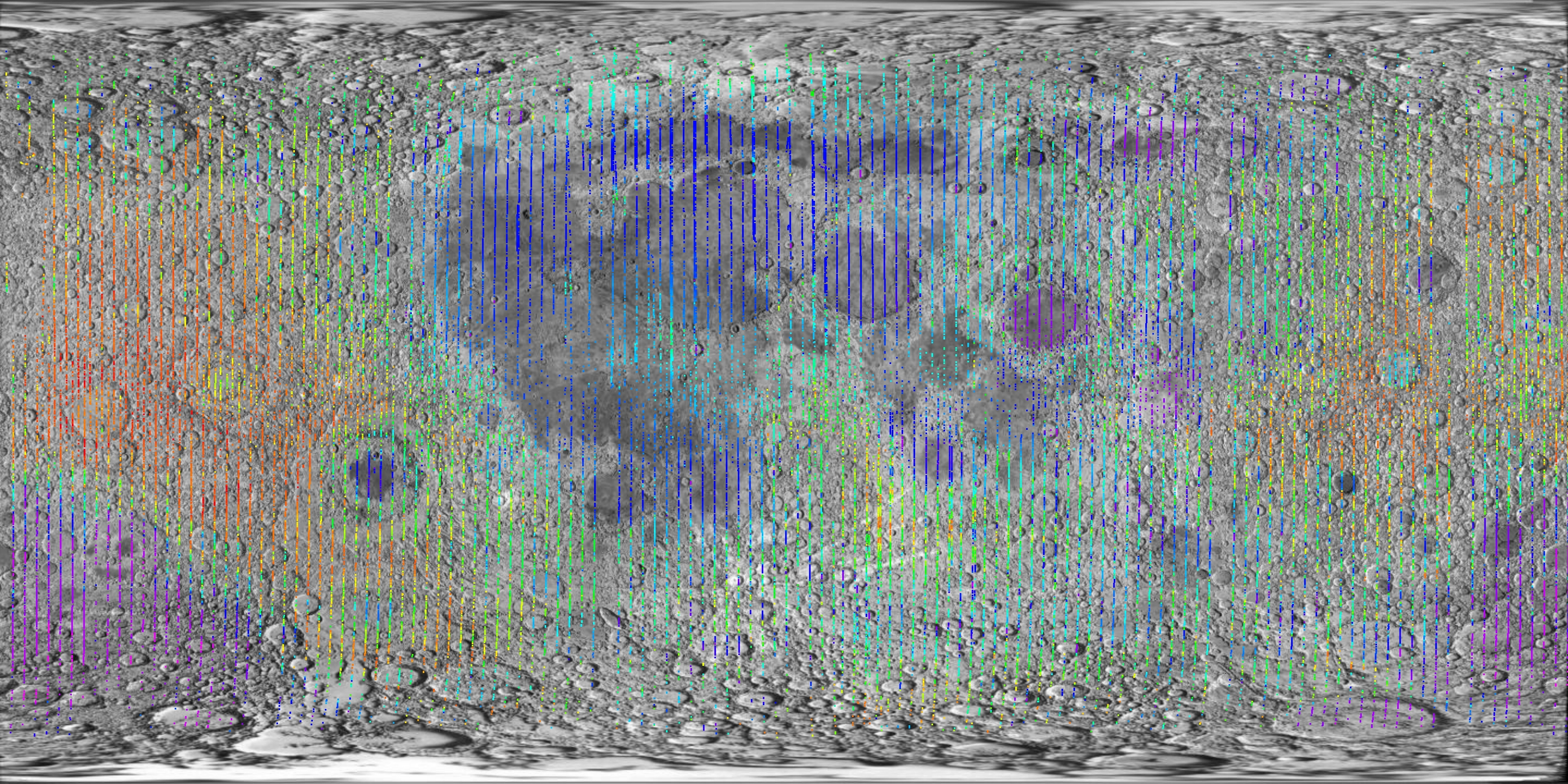
Mappa altimetrica della luna ottenuta da Clementine per mezzo del Lidar

Clementine (denominata ufficialmente Deep Space Program Science Experiment, in acronimo DSPSE) è stato un veicolo spaziale statunitense lanciato nel 1994 col duplice obiettivo di sperimentare gli effetti di una lunga esposizione nello spazio dei suoi componenti e realizzare osservazioni scientifiche della Luna e di alcuni asteroidi, in particolare 1620 Geographos.

## Storia
Il nome ufficiale della missione spaziale nota come "Clementine" era «Deep Space Program Science Experiment» (DSPSE); il nome «Clementine» le venne dato perché, come la Clementine della canzone "Oh my darling, Clementine", per completare la sua missione la navicella sarebbe "stata persa per sempre". La missione spaziale era stata programmata congiuntamente dal "Ballistic Missile Defense Organization (BMDO, denominato in precedenza Strategic Defense Initiative, SDI) e dalla NASA. L'obiettivo della missione era duplice: testare i sensori e i componenti di veicoli spaziali in condizioni di lunga esposizione allo spazio interplanetario e di fare osservazioni scientifiche alla Luna e all'asteroide 1620 Geographos che nel 1994 si sarebbe trovato nel suo massimo avvicinamento alla Terra. Il programma della missione dovette tuttavia essere cambiato in corso d'opera perché a causa di un malfunzionamento del veicolo spaziale le osservazioni di Geographos non poterono essere effettuate.

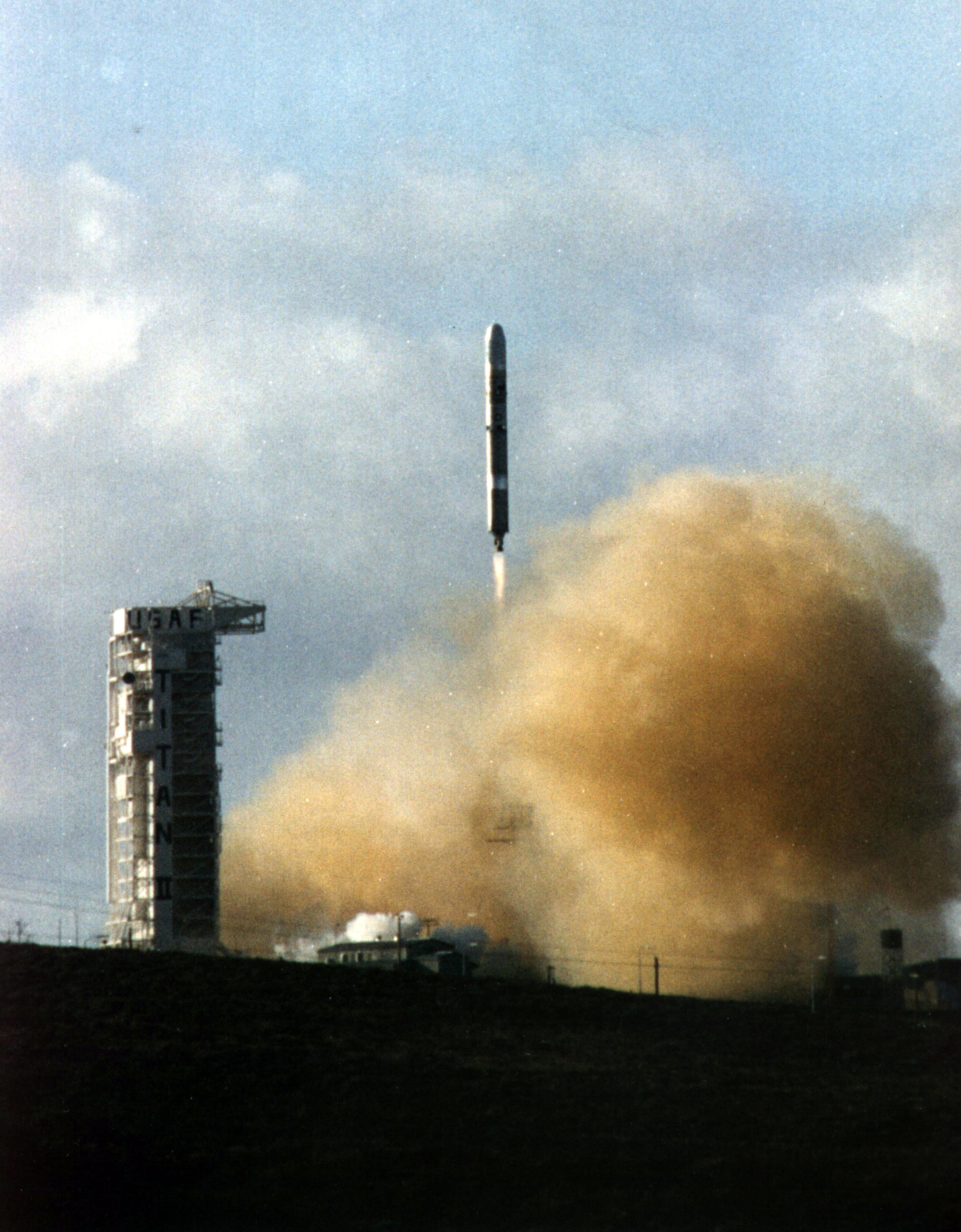
Lancio di Clementine

Il veicolo spaziale era stato lanciato il 25 gennaio 1994. I primi compiti della sonda consistevano nell'esecuzione di una mappatura dell'intera superficie lunare della durata di 2 mesi; il veicolo venne pertanto messo in un'orbita compresa tra 425 e 2950 km dalla Luna e iniziò la serie di rilevazioni anche di radiazioni di lunghezza d'onda differente da quelle della luce visibile, come le radiazioni ultraviolette (ricorso alla tecnologia Lidar) e quelle infrarosse. Il 7 maggio 1994, completata la ricognizione della Luna, la sonda Clementine avrebbe dovuto abbandonare l'orbita lunare per raggiungere l'asteroide 1620 Geographos. A causa di un guasto tecnico, la perdita di propellente, Clementine non poté lasciare l'orbita lunare. Fino al giugno 1994, quando cioè dal veicolo non vennero inviati più dati, Clementine continuò lo studio della Luna, inviando immagini importanti dal punto di vista scientifico e spettacolari ottenute per mezzo di una macchina fotografica ad alta risoluzione (in lingua inglese: High-resolution camera, HIRES).
La più importante delle scoperte compiute da Clementine fu la presenza di acqua ghiacciata sul fondo dei crateri prossimi al polo sud della luna. Clementine permise inoltre di identificare una singolarità di alcune delle parti più elevate del bordo del cratere Peary, nei pressi del polo nord lunare: le cime dei più alti picchi, chiamate collettivamente Vette della luce eterna, ricevono sempre la luce del Sole, unica regione del sistema solare finora conosciuta in cui il Sole non tramonta mai. Il fenomeno fu descritto in una comunicazione breve apparsa nel 2004 sulla rivista Nature. Entrambe le scoperte costituiscono dati molto importanti in vista di una eventuale futura colonizzazione della Luna.

## Galleria d'immagini
Immagini ottenute per mezzo della fotocamera ad alta risoluzione (HIRES) di Clementine e visibili per mezzo del software NASA World Wind.